# Союз Сары Вагенкнехт
Союз Сары Вагенкнехт (ССВ) (нем. Bündnis Sahra Wagenknecht, BSW), также Союз Сары Вагенкнехт — За разум и справедливость (нем. BSW - Für Vernunft und Gerechtigkeit e.V.) — левоконсервативная политическая партия (объединение) в Германии, созданная 26 сентября 2023 года бывшими членами «Левой партии». О планах создания новой политической партии было заявлено на пресс-конференции 23 октября 2023 года депутатами Бундестага Сарой Вагенкнехт, Амирой Мохамед Али и Кристианом Ляэ, бывшим руководителем «Левых» в Северном Рейне-Вестфалии Лукасом Шёном и специалистом по государственному управлению, бизнесменом-миллионером Ральфом Суикатом.
Амира Мохамед Али объявила, что она, Вагенкнехт, Лийё и ещё семь других членов фракции в Бундестаге покинут Левую партию и войдут в BSW, но останутся в составе парламентской фракции «Левых», чтобы сохранить за собой парламентский привилегии. Основной целью объединения BSW является создание структуры новой партии во главе с Сарой Вагенкнехт.
Партия скептически относится как к зелёной политике, так и к поддержке Украины в российско-украинской войне.
Согласно опросам, проведённым в октябре 2023 года, от 12 % до 20 % (в восточной Германии — 32 %) немцев заявили, что проголосовали бы за партию.

## История

### Предыстория

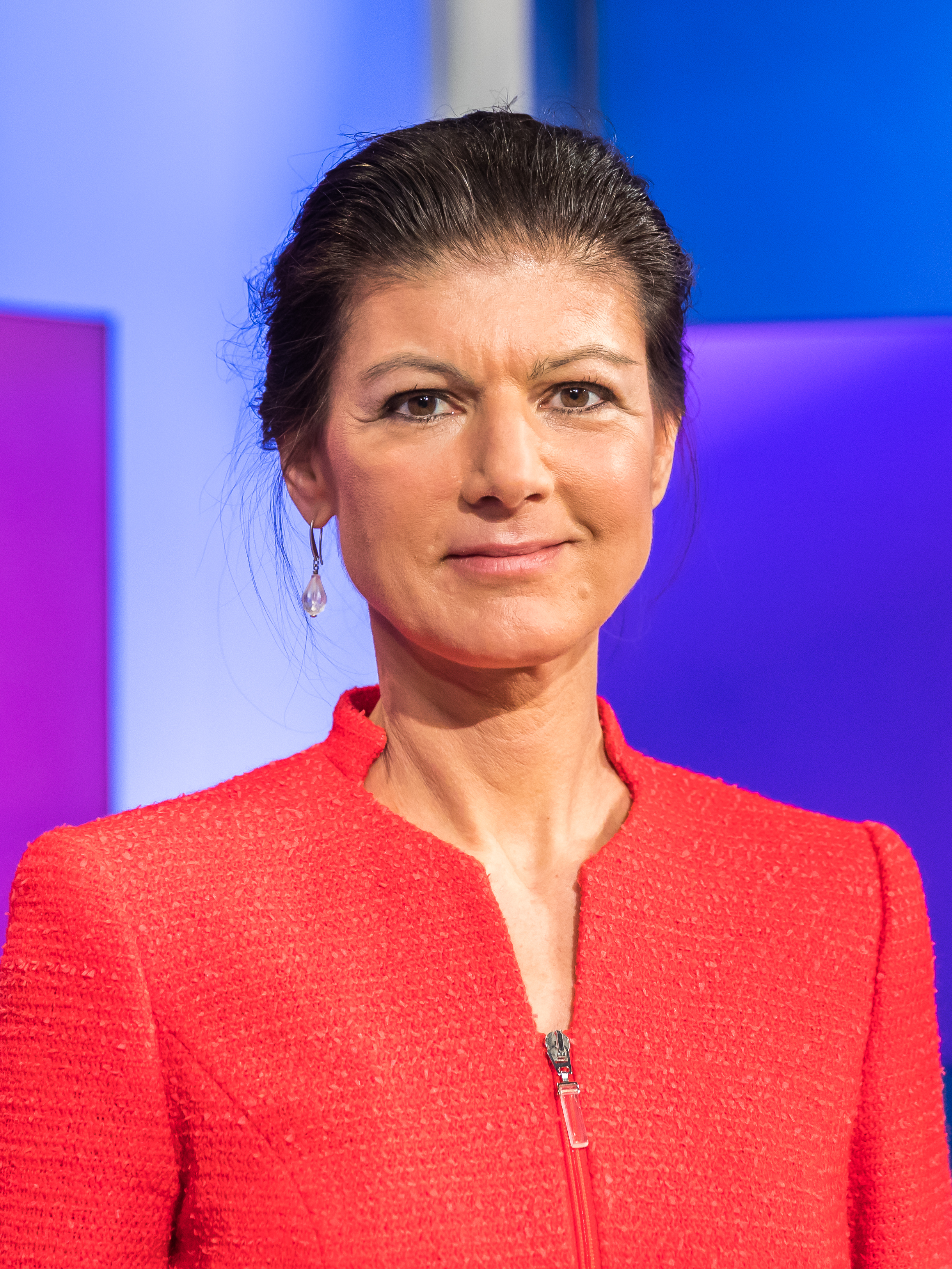
Сара Вагенкнехт (2023)

Сара Вагенкнехт, которую называют видным левым политиком, состояла в Левой партии и её предшественниках, таких как Социалистическая единая партия Германии и Партия демократического социализма; её политические позиции в целом определяются как левопопулистские. Хотя с 2015 по 2019 годы она была одним из лидеров «Левых», конфликт с однопартийцами по таким темам, как политика Германии в отношении беженцев, вакцинация против COVID-19 и вторжение России на Украину, привёл в 2021 году к слухам о её выходе из партии и создание нового политического объединения.
Спекуляции усилились в преддверии выборов в Гессене и Баварии, прошедших в октябре 2023 года, на которых «Левым» не удалось преодолеть процентный барьер в 5 %, в то время как правая «Альтернатива для Германии» набрала большое количество голосов. Успех АдГ заставил Вагенкнехт заявить, что левая популистская партия может конкурировать с АдГ, соблюдая при этом Основной закон ФРГ.

### Регистрация объединения
Союз Сары Вагенкнехт, базирующийся в Карлсруэ, был внесён в реестр объединений в окружном суде Мангейма 26 сентября 2023 года. В середине октября более пятидесяти членов «Левых» подали заявление об исключении Вагенкнехт из партии, чтобы она не смогла создать новую партию на базе ресурсов «Левых».
Новая партия официально основана в январе 2024 года.

## Политическая идеология
Партия выступает за дальнейшее ограничение иммиграции, план деглобализации, противодействие зелёной политике, прекращение военной помощи Украине и урегулирование российско-украинского конфликта путём переговоров.

Вагенкнехт считает, что BSW находится в оппозиции к «Левым» и Союзу 90 / Зелёным, которые, по её мнению, представляют «странные меньшинства», а не «нормальных людей». BSW называют популистской, экономически социалистической, культурно-консервативной и пророссийской во внешней политике (что Вагенкнехт отрицает).
BSW выступает за экономическое вмешательство и увеличение социального обеспечения, которое должны финансироваться за счёт богатых, в то время как активы и наследство должны быть сохранены. BSW критически относится к поставкам оружия Украине и обвиняет НАТО в эскалации конфликта. Во время войны между Израилем и ХАМАС Вагенкнехт назвала сектор Газа «тюрьмой под открытым небом». Вагенкнехт отказалась от определения позиции партии как "левой", сославшись на то, что этот термин сегодня считается элитарным, заявив, что «сегодня многие люди ассоциируют их с совершенно разным содержанием», и что BSW будет привлекать «широкий спектр потенциальных избирателей». Вагенкнехт считает, что «Левые» стали леволиберальными и, как она выразилась, «левыми по образу жизни», и обвиняла прогрессистов в том, что они «слишком сосредоточены на диете, местоимениях и восприятии расизма» в противовес «бедности и постоянно увеличивающемуся разрыву между богатыми и бедными».

### Описание средствами массовой информации и политологией
Партию описывают как левую и крайне левую, но при этом более правую по социокультурным вопросам, таким как иммиграция и гендерное разнообразие; такое сочетание позиций сравнивают с позициями Социалистической партии Нидерландов и Коммунистической партии Греции. BSW характеризуется как левопопулистская и левоконсервативная партия, причём последний ярлык используется отчасти из-за её левых экономических позиций и правоконсервативных социальных и культурных позиций.

## Выборы
На выборах в ландтаг Саксонии, прошедших 1 сентября 2024 года, Союз Сары  Вагенкнехт занял третье место, набрав 11,8 % голосов. В Тюрингии партия также заняла третье место с 16 % голосов. На этих выборах основными темами Союза Сары Вагенкнехт была позиция против миграции, за социальные гарантии и переговоры с Россией, а также критика поставок оружия на Украину.

## Члены парламента
После объявления о создании BSW 10 членов (все от «Левых») присоединились к партии.
| Изображение | Член              | Законодательный орган    | Примечание                                                       |
| ----------- | ----------------- | ------------------------ | ---------------------------------------------------------------- |
|             | Сара Вагенкнехт   | Бундестаг                | Бывший лидер парламентской группы «Левых» в Бундестаге           |
|             | Амира Мохамед Али | Бундестаг                | Бывший лидер парламентской группы «Левые» в Бундестаге           |
|             | Александр Ульрих  | Бундестаг                | Из Рейнланд-Пфальца                                              |
|             | Кристиан Ляэ      | Бундестаг                | Из Северного Рейна-Вестфалии                                     |
|             | Севим Дагделен    | Бундестаг                | Из Северного Рейна-Вестфалии                                     |
|             | Андрей Гунько     | Бундестаг                | Из Северного Рейна-Вестфалии                                     |
|             | Жаклин Настич     | Бундестаг                | Из Гамбурга                                                      |
|             | Али Аль-Дайлами   | Бундестаг                | Из Гессена                                                       |
|             | Клаус Эрнст       | Бундестаг                | Бывший федеральный представитель «Левых» (2010—2012), из Баварии |
|             | Джессика Татти    | Бундестаг                | Из Баден-Вюртемберга                                             |
|             | Александр Кинг    | Палата депутатов Берлина |                                                                  |
|             | Метин Кая         | Парламент Гамбурга       |                                                                  |

## Реакция

### Левые
Многие члены и активисты партии с облегчением восприняли новость об уходе Вагенкнехт после нескольких месяцев намёков и спекуляций. «Левые» критиковали депутатов Бундестага, примкнувших к BSW за то, что они не вернули им мандаты. Некоторые политики партии выразили разочарование поведением сторонников Вагенкнехт. Глава Левой партии Мартин Ширдеван заявил, что «лично разочарован» перебежчиками, которые, по его мнению, нанесли ущерб партии, и призвал их вернуть свои места в Бундестаге. Заместитель председателя «Левых» Лоренц Гёста Бойтин назвал создание BSW продиктованным личной финансовой выгодой.
Совет молодёжного крыла Левой партии с удовлетворением воспринял выход Вагенкнехт из партии, заявив: «Наша борьба наконец-то принесла свои плоды: мы с нетерпением ждали её ухода и призывали партию выгнать её. Теперь партия может начать процесс обновления». Заместитель руководителя парламентской фракции «Левых» Гезине Лётцш заявила, что партию, основанную Вагенкнехт, следует рассматривать не как соперника или врага, а как конкурента. Она сказала, что будет внимательно следить за тем, как развивается эта партия и какие позиции она занимает у левых. Лётцш добавила: «Реальная опасность, которую я вижу, заключается в том, что наша страна всё больше и больше сдвигается вправо. Если в Бундестаге больше не будет парламентской группы „Левые“, то противостоять правящей коалиции будет ещё сложнее».

### Социал-демократическая партия
Генеральный секретарь Социал-демократической партии Германии Кевин Кюнерт отметил, что «Сара Вагенкнехт уже 30 лет является очень авторитетной оппозиционеркой. Но нет ни одного политического мероприятия, связанного с её политической деятельностью, где бы что-то стало лучше для людей», и добавил, что поскольку Вагенкнехт редко присутствует в Бундестаге, он не слишком беспокоится о её новой партии.

### Христианско-демократический союз
Христианско-демократический союз Германии (ХДС), принявший резолюцию о несовместимости как с Левой партией, так и с Альтернативой для Германии (АдГ), обсуждал пути решения проблемы с BSW. Вагенкнехт предложила ХДС создать коалиционное правительство, если на выборах в Саксонии, Тюрингии и Бранденбурге в 2024 году не будет большинства без АдГ. Лидер парламентской фракции ХДС в Бранденбурге Ян Редманн заявил, что следует подождать и посмотреть на дальнейшее развитие событий. Заместитель лидера ХДС Андреас Юнг заявил Die Welt, что «антиамериканизм, близость к Путину и социализм абсолютно несовместимы с нашей позицией». Бывший министр сельского хозяйства Юлия Клёкнер выразила мнение, что решение о несовместимости должно также распространяться на BSW, в то время как лидер ХДС Нижней Саксонии Себастьян Лехнер заявил, что существует необходимость в разъяснениях, поскольку BSW не может быть отнесён к решению ХДС о несовместимости с «Левыми» и АдГ, и что новой партии Вагенкнехт придётся принять собственное решение. Председатель ХДС Фридрих Мерц заявил, что BSW может отобрать голоса у АдГ, а бывший президент Йоахим Гаук отметил, что BSW также может привлечь недовольных политикой СДПГ избирателей.

### Альтернатива для Германии
После объявления о создании BSW бранденбургское отделение Альтернативы для Германии заявило, что опасается потери голосов в восточной Германии на земельных выборах, которые состоятся в 2024 году.